# Vaggvisa
Vaggvisa (Zweeds voor: wiegeliedje) is een compositie van Hugo Alfvén. Het is een toonzetting van een tekst van Erik Blomberg.
De tekst van het slaapliedje is niet echt prettig: in de eerste regel is er een letterlijke verwijzing naar de overgang van dag naar nacht, maar vervolgens blijkt het over de overgang van leven naar dood te gaan: "älting glider mot döden" (alles glijdt naar de dood). Het werk is geschreven voor een a capella TTBB-mannenkoor (Tenor-Tenor-Bas-Bas), waarschijnlijk met het mannenkoor Orphei Drängar op het oog. Er is echter ook een versie voor gemengd koor.

## Discografie
- Uitgave BIS Records: Orphei Drängar o.l.v. Robert Sund